# Balajos
Balajos (grč. Βαλλαῖος) je bio ilirski vladar s kraja 2. stoljeća pr. Kr. Povijesni dokumenti o njemu i njegovoj vladavini vrlo su oskudni. Ranijeg kralja Ilirije, Genecija, koji je u stvari bio i posljednji kralj Ilirije, porazili su Rimljani 168. godine pr. Kr. i odveli u Rim. Iako uloga koju je Balajos imao u Iliriji poslije Gencija nije jasna, treba vjerovati da je podržavao rimske interese u regiji. Pronađen je veliki broj metalnih novčića, najviše brončanih i nekoliko srebrnih, koji je Balajos dao iskovati što upućuje na pretpostavku da je bio veoma utjecajna ličnost. Kovanje novca ukazuje na gospodarsku i političku stabilnost Balajosove vladavine.
Gencijeva prijestolnica Skadar je pretvorena u sjedište nove rimske provincije Ilirije, a Balajos je vladao s Hvara ili Rhizone (Risan u Crnoj Gori). O Genciju postoji nešto više podataka vjerojatno zbog njegovog udjela u povijesti Rima na području Ilirije. Ali, u usporedbi s Balajosom, pronađeno je mnogo manje novčića koje je Gencije dao iskovati.
Balajosovi novčići su, između ostalog, pronađeni na Hvaru i u Risnu. Novčići s Hvara nemaju natpis s titulom kralja za razliku od onih iz Risna. I u dolini rijeke Neretve koje je naseljavalo ilirsko pleme Daorsi, u njihovom gradu Daorsonu, otkrivena je kovnica s alatom i 39 različitih novčića. Dvadeset devet od njih nosi lik kralja Balajosa. Nekoliko primjeraka je nađeno i u Italiji; na Tremitima i Apuliji.
Usprkos Balajasovoj aktivnosti vezanoj za novac, nema drugih dokaza koji bi potvrdili njegovu ulogu koju je imao u ilirskim krajevima. Na nekoliko pronađenih primjeraka novčića nalazi se utisnut štit na jednoj strani te leteći konj Pegaz, mitološko biće, i slova "B", "A" i "L", s druge strane. U danom vremenu i području, pojedini gradovi kovali su svoj novac u Makedoniji. Tako je i Gencije kovao svoj novac tamo. Međutim, navedena tri slova se ne mogu povezati ni s jednim gradom, vladarom, plemenom ili narodom osim imena Balajos. Drugi primjerci novčića nose puno ime Balajosa i njegov lik.
U lipnju 2010. na lokalitetu Carine u Risnu, otkriveno je 4.600 metalnih novčića kralja Balajosa, smještenih u posudi sličnoj loncu.

## Vanjske poveznice
- Ilirski novac
- Numizmatika